# 1-я Новокузьминская улица
Первая Новокузьми́нская у́лица (название утверждено 20 мая 1964 года) — улица в Рязанском районе Юго-Восточного административного округа Москвы, начинается от улицы Академика Скрябина, пересекая примерно по середине Зеленодольскую улицу. Улица заканчивается, упираясь в Окскую улицу. В обратном направлении продолжается как Ферганская улица.

## История
Улица возникла в 1938 году при строительстве в этом районе посёлка Ново-Кузьминки. Первоначально имела название Поселковая улица. Современное название улица получила 20 мая 1964 года, для устранения одноимённости с другими улицами иных поселений, вошедших в состав Москвы в 1960 году. Название дано в память о бывшем подмосковном посёлке Ново-Кузьминки, в окрестностях которого расположены бывшее село и усадьба Кузьминки.

## Здания и сооружения
По нечётной стороне:
- № 1 — театр Чихачёва
- № 3 — Рязанский ЗАГС
- № 8/13 — Кузьминский районный суд г. Москвы
- № 21 — Школа № 2090, подр. № 3

По чётной стороне:
- № 12 — МФЦ района Рязанский

## Транспорт
- Ближайшие станции метро:  Рязанский проспект,  Окская.